# Хортон, Уэйн
Уэйн Дональд Хортон (англ. Wayne Donald Horton; 23 января 1950 — 3 января 2010) — американский серийный убийца, совершивший серию из как минимум 4 убийств  в период с мая 1972 года по 8 августа 1975 года на территории Лас-Вегаса (штат Невада).

## Биография
О ранней жизни Уэйна Хортона известно крайне мало. Известно, что Уэйн родился 23 января 1950 года на территории Лас-Вегаса. Вырос в социально неблагополучной обстановке. В середине 1960-х Хортон бросил школу, после чего начал вести криминальный образ жизни. В конце 1960-х Хортон переехал в Лос-Анджелес (штат Калифорния), где зарабатывал на жизнь кражами и угонами автомобилями с последующими их перепродажами

## Серия убийств
Первое убийство Уэйн Хортон совершил в мае 1972 года. Согласно его свидетельствам, он познакомился с жертвой - молодой девушкой в одном из баров Лас-Вегаса. После совместного распития алкогольных напитков, девушка по словам Хортона согласилась отправиться к нему домой. Во время поездки, она начала критиковать его за курение марихуаны, после чего Хортон пришел в ярость и совершил на нее нападение, в ходе которого забил ее до смерти. Тело девушки Хортон похоронил в неглубокой могиле на территории пустыни Мохаве. Скелетированные останки жертвы были обнаружены 5 февраля 1973 года  в неглубокой могиле  к югу от Лас -Вегаса, недалеко от города Хендерсон.  Могила была разрыта хищниками, которые разбросали останки в радиусе около 350 метров от расположения могилы. Личность жертвы так никогда и не была установлена, вследствие чего в уголовном деле она проходила под кодовым именем «Henderson Jane Doe».
8 июня 1972 года 22-летний Уэйн и его подельник 20-летний Роберт Холмс были арестованы полицией города Дауни (штат Калифорния) по обвинению в ограблении 25-летнего Роберта Бакклса и 20-летнего Гая Эмерентэса. Хортон и Холмс были осуждены и получили в качестве уголовного наказания по 8 лет лишения свободы. Отбыв в тюремном заключении 3 года, Уэйн Хортон получил условно-досрочное освобождение и вышел на свободу в начале 1975 года, после чего вернулся в Лас-Вегас, где проживали его родственники.
12 мая 1975 года Хортон застрелил 52-летнего Эдварда Буччиерри на парковке казино «Caesar’s Palace» в Лас-Вегасе. Буччиери занимал руководящую должность в казино и работал в нем с 1967-года, будучи при этом членом одного из местных мафиозных кланов, однако Хортон утверждал что во время убийства не знал о том, кем является его жертва и утверждал, что планировал лишь ограбить Буччиери, но он оказал ему сопротивление, после чего Хортон выстрелил ему в голову 5 раз.
Несколько месяцев спустя, 8 августа 1975 года, Хортон провел несколько часов в одном из баров, расположенных в центре Лас-Вегаса, после чего остановил такси собираясь отправиться домой. Во время поездки между Уэйном и водителем такси Уильямом Тиннеллом произошла ссора, в ходе которой Хортон застрелил оппонента. Тело жертвы он сбросил в пустыне Мохаве, после чего вернулся домой.

## Арест
Уэйн Хортон был арестован в конце августа 1975 года через несколько дней после совершения последнего убийства на основании показаний свидетелей, утверждавших что Хортон после ухода из бара уехал на такси. После ареста, полиция провела обыск в апартаментах Хортона, в результате которого была обнаружена одежда с пятнами крови, группа которой соответствовала группе крови Уильяма Тиннелла, а также орудие убийства с патронами. Криминалистическо-дактилоскопическая экспертиза впоследствии подтвердила тот факт, что Тиннелл был застрелена из пистолета, принадлежавшего Хортону. После ареста Уэйн Хортон был помещен в окружную тюрьму округа Кларк, где 26 апреля 1976 года - в четырехместной камере он совместно с сокамерником 18-летним Скоттом Флетчером зарезал другого сокамерника 18-летнего Кэлвина Бринсона в ходе ссоры. После этого Хортон при содействии своего адвоката предложил прокуратуре округа Кларк заключить соглашение о признании вины, которое в конечном итоге было достигнуто.  В обмен на невынесение смертного приговора в отношении самого себя, Хортон полностью признал свою вину в совершении 4 убийств и поведал детали и обстоятельства, при которых они были совершены. 5 июня 1976 года Хортон был признан виновным по всем пунктам обвинения и на основании соглашения о признании вины - был приговорен к уголовному наказанию в виде пожизненного лишения свободы без права на условно-досрочное освобождение.

## Последующие события
Хортон подозревался в совершении еще одного убийства. Полиция Лас-Вегаса подозревала, что Хортон был причастен к смерти 28-летнего Деллмара Брайта, который являлся гомосексуалом и работал швейцаром в отеле «Фремонт», расположенного в центре Лас-Вегаса. Обнаженное и связанное тело Делмара Брайта было найдено в его квартире 11 августа 1975 года. Он был задушен и перед смертью был подвергнут избиению и другого рода издевательствам. Хортон попал в число подозреваемых, так как две из его жертв как и Деллмар Брайт были убиты им в центре города, недалеко от улицы Фремонт-стрит, однако сам Хортон свою вину не признал. Он был исключен из числа подозреваемых в середине 1978-го года, после того как признательные показания в совершении убийства Делмара Брайта неожиданно поведал следствию  другой серийный убийца Билли Ли Чедд, который заявил сотрудникам правоохранительных органов о том, что 7 августа 1975 года Брайт предложил Билли отправиться к нему в квартиру, чтобы выпить. Чедд впоследствии свидетельствовал о том, что оказавшись в квартире, Делмар Брайт предложил ему заплатить 20 долларов за то, чтобы он сделал несколько фотографий обнаженного Чедда для последующей продажи снимков известным ему гомосексуалам. Чедд согласился на предложение, заявив Делммару о том, что нуждается в деньгах. Чедд утверждал, что во время фотосессии Брайт, будучи поклонником эротико-эстетической практики бондаж, предложил ему заняться сексом, предварительно привязав друг друга к кровати, после чего Чедд принял решение убить Брайта. Он связал Брайта, после чего избил его и подверг различным издевательствам. Чедд утверждал, что после избиения Деллмар Брайт начал молить его о пощаде, но он хладнокровно начал его душить и нанес ему несколько ударов в область спины и шеи, от последствий которых Брайт скончался. После осуждения, Уэйн Хортон был этапирован для отбытия наказанию в одну из тюрем штата Невада, где начал проявлять агрессивное поведение по отношению к другим заключенным и к персоналу охраны. В этот период он неоднократно подвергался дисциплинарным взысканиям и помещался в карцер. Так как безопасность Хортона, персонала тюрем и других заключенных вследствие многочисленных конфликтов оказалась под угрозой, в начале 1980-х между управлениями штатов Калифорния и Невада, курирующими работу исправительных учреждений было достигнуто соглашение о переводе Уэйна Хортона в одну из тюрем на территории штата Калифорния.
В конце 2000-х годов ФБР рассекретило отчеты о своем сотрудничестве с рядом из членов «Чикагской мафии», среди которых был Фрэнк «Левша» Розенталь, который управлял одним из казино Лас-Вегаса от имени боссов Чикагской мафии в 1970-х годах. ФБР заявило, что Розенталь являлся их осведомителем  на протяжении десятилетий. Действуя под кодовым именем «Ахиллес», Розенталь снабжал ФБР информацией, которая использовалась для возбуждения множества уголовных дел, связанных с организованной преступностью и предоставлял правоохранительным органам информацию о многих громких убийствах, организованных мафией. На основе данных Фрэнка Розенталя в 1980-х годах ставилась под сомнение вина Уэйна Хортона в совершении одного из убийств. Розенталь настаивал на том, что Хортон не имел никакого отношения к совершению убийства 52-летнего Эдварда Буччиерри и по какой-то причине оговорил себя. Согласно свидетельствам Розенталя, Буччиери  оказывал давление на владельца казино «Caesar’s Palace» Аллена Глика с целью вымогательства 142 миллионов долларов, после чего был убит Джоуи Хансеном, Полом Широ и Энтони «Антом» Спилотро, который совместно с Розенталем доминировал над организованной преступностью в Лас-Вегасе, курируя весь игорный бизнес в интересах «Чикагской мафии». Розенталь сообщил ФБР, заказчиком убийства был хозяин казино Аллен Глик, однако Уэйн Хортон после обнародования этой информации не стал подавать никаких апелляций, а прокуратура округа Кларк не стала возобновлять расследование убийства Эдварда Буччиерри.

## Смерть
В середине 2000-х годов у Уэйна Хортона были выявлены проблемы со здоровьем. У него был диагностирован ряд сердечно-сосудистых заболеваний, от осложнений которых он умер 3 января 2010 года в тюрьме Сан-Квентин за 20 дней до своего 60-летия.